# Liste der Staatsoberhäupter des Irak
Dies ist eine Liste der Staatsoberhäupter des Irak seit 1920.
Der Irak war ab 1918 britisch besetzt, bis 1958 ein Königreich (Dynastie der Haschimiten) (seit 1932 als Königreich Irak formell unabhängig) und ist seit 1958 eine Republik.
| König des Irak                                                                | König des Irak              | König des Irak                          | König des Irak | König des Irak                                          | König des Irak         |
| #                                                                             | Bild                        | Name                                    | Beginn der Amtszeit | Ende der Amtszeit                                       | Familie                |
| ----------------------------------------------------------------------------- | --------------------------- | --------------------------------------- | --- | ------------------------------------------------------- | ---------------------- |
| −                                                                             | Abdallah I.                 | Abdallah I.                             | März 1920 | September 1920                                          | Haschimiten            |
| −                                                                             | Abdallah I.                 | Abdallah I.                             | Anmerkung: Wurde am 8. März 1920 zum König des Irak ausgerufen; Verzichtete jedoch im Zuge des anti-britischen Aufstands auf den Thron |                                                         | Haschimiten            |
|                                                                               |                             |                                         | |                                                         |                        |
| Könige des Königreichs Irak                                                   |                             |                                         | |                                                         |                        |
| #                                                                             | Bild                        | Name                                    | Beginn der Amtszeit | Ende der Amtszeit                                       | Familie                |
| 1                                                                             | Faisal I.                   | Faisal I.                               | 23. August 1923 | 8. September 1933                                       | Haschimiten            |
| 2                                                                             | Ghazi I.                    | Ghazi I.                                | 8. September 1933 | 4. April 1939                                           | Haschimiten            |
| 3                                                                             | Faisal II.                  | Faisal II.                              | 4. April 1939 | 14. Juli 1958 (beim Staatsstreich im Irak 1958 getötet) | Haschimiten            |
|                                                                               |                             |                                         | |                                                         |                        |
| Staatsoberhaupt der Republik Irak                                             |                             |                                         | |                                                         |                        |
| #                                                                             | Bild                        | Name                                    | Beginn der Amtszeit | Ende der Amtszeit                                       | Partei                 |
| 1                                                                             | Muhammad Nadschib ar-Ruba'i | Muhammad Nadschib ar-Rubai'i            | 14. Juli 1958 | 8. Februar 1963 (abgesetzt)                             | Militär                |
| 1                                                                             | Muhammad Nadschib ar-Ruba'i | Muhammad Nadschib ar-Rubai'i            | Anmerkung: Formal war ar-Rubai'i nur Vorsitzender eines dreiköpfigen Souveränitätsrates (Staatsrates), der als kollektives Staatsoberhaupt fungierte. Die anderen Mitglieder des Rates waren Muhammad Mahdi Kubba (bis 1959) und Khalid an-Naqschbandi († 1961) bzw. Rashad Arif (1961–1963) und Abd al-Majid Kamunah (1961–1963) |                                                         | Militär                |
|                                                                               |                             |                                         | |                                                         |                        |
| Staatspräsidenten der Republik Irak (Präsidialrepublik, zumeist mit Premier)  |                             |                                         | |                                                         |                        |
| #                                                                             | Bild                        | Name                                    | Beginn der Amtszeit | Ende der Amtszeit                                       | Partei                 |
| 2                                                                             | Abd as-Salam Arif           | Abd as-Salam Arif                       | 8. Februar 1963 | 13. April 1966 (im Amt verstorben)                      | Militär / ASU          |
| −                                                                             | Abd ar-Rahman al-Bazzaz     | Abd ar-Rahman al-Bazzaz (kommissarisch) | 13. April 1966 | 17. April 1966                                          | ASU                    |
| 3                                                                             | Abd ar-Rahman Arif          | Abd ar-Rahman Arif                      | 17. April 1966 | 17. Juli 1968 (abgesetzt)                               | Militär / ASU          |
|                                                                               |                             |                                         | |                                                         |                        |
| Staatspräsidenten der Republik Irak (Präsidialrepublik, zumeist ohne Premier) |                             |                                         | |                                                         |                        |
| #                                                                             | Bild                        | Name                                    | Beginn der Amtszeit | Ende der Amtszeit                                       | Partei                 |
| 4                                                                             | Ahmad Hasan al-Bakr         | Ahmad Hasan al-Bakr                     | 17. Juli 1968 | 16. Juli 1979                                           | Militär / Baath-Partei |
| 5                                                                             | Saddam Hussein              | Saddam Hussein                          | 16. Juli 1979 | 9. April 2003 (abgesetzt)                               | Baath-Partei           |
| Amt vakant vom 9. April 2003 bis 28. Juni 2004                                |                             |                                         | |                                                         |                        |
|                                                                               |                             |                                         | |                                                         |                        |
| Staatspräsidenten der Republik Irak (parlamentarische Republik)               |                             |                                         | |                                                         |                        |
| #                                                                             | Bild                        | Name                                    | Beginn der Amtszeit | Ende der Amtszeit                                       | Partei                 |
| −                                                                             | Ghazi al-Yawar              | Ghazi al-Yawar (kommissarisch)          | 28. Juni 2004 | 7. April 2005                                           | Die Iraker             |
| 6                                                                             | Dschalal Talabani           | Dschalal Talabani                       | 7. April 2005 | 24. Juli 2014                                           | PUK                    |
| 7                                                                             | Fuad Masum                  | Fuad Masum                              | 24. Juli 2014 | 1. Oktober 2018                                         | PUK                    |
| 8                                                                             | Barham Salih                | Barham Salih                            | 2. Oktober 2018 | 13. Oktober 2022                                        | PUK                    |
| 9                                                                             | Abdul Latif Raschid         | Abdul Latif Raschid                     | 13. Oktober 2022 | amtierend                                               | PUK                    |

Anmerkung
- Zwischen dem Beginn der alliierten Besatzung im April 2003 und der Einsetzung einer neuen Regierung im Juni 2004 war die Position des Staatsoberhauptes vakant, bis zum Dezember 2003 agierte Präsident Saddam Hussein im Untergrund. Die Besatzungsmächte setzten in der Zeit die Koalitions-Übergangsverwaltung ein. Außerdem wurde am 13. Juli ein Irakischer Regierungsrat eingesetzt, der an der Führung des Landes beteiligt wurde.